# Bryconamericus guizae
Bryconamericus guizae är en fiskart som beskrevs av Román-valencia 2003. Bryconamericus guizae ingår i släktet Bryconamericus och familjen Characidae. Inga underarter finns listade.